# آخرین ترانه بیلبو
آخرین آهنگ بیلبو (در پناهگاه‌های خاکستری) شعری از جی. آر. آر. تالکین است که به عنوان کتابی وابسته برای رمان فانتزی او ارباب حلقه‌ها نوشته شده‌است. این کتاب برای اولین بار در سال ۱۹۷۳ با ترجمه هلندی منتشر شد و متعاقباً در سال ۱۹۷۴ به زبان انگلیسی روی پوسترها و در سال ۱۹۹۰ به عنوان یک کتاب تصویری ظاهر شد. حق چاپ این شعر متعلق به منشی تالکین بود.